# Притобольный сельсовет
Притобо́льный сельсовет — упразднённые административно-территориальная единица и муниципальное образование со статусом сельского поселения в составе Притобольного района Курганской области.
Административный центр — село Притобольное.

## История
В соответствии с Законом Курганской области от 6 июля 2004 года № 419 сельсовет наделён статусом сельского поселения.
Законом Курганской области от 30 мая 2018 года N 50, в состав Боровлянского сельсовета были включены все два населённых пункта упразднённого Притобольного сельсовета.

## Население
| 1989 | 2002 | 2004 | 2010 | 2012 | 2013 | 2014 |
| ---- | ---- | ---- | ---- | ---- | ---- | ---- |
| 717  | ↘628 | ↘605 | ↘412 | ↘398 | ↘382 | ↘371 |
| 2015 | 2016 | 2017 | 2018 |      |      |      |
| ↘348 | ↗352 | ↘349 | ↘330 |      |      |      |

## Состав сельского поселения
| № | Населённый пункт | Тип населённого пункта       | Население |
| - | ---------------- | ---------------------------- | --------- |
| 1 | Притобольное     | село, административный центр | ↘319      |
| 2 | Ясная            | деревня                      | ↘93       |